# Émile Henry
Émile Henry (Barcelona, 26 de setembro de 1872 – Paris, 21 de maio de 1894) foi um anarquista francês responsável por dois atentados à bomba, o mais notório destes no Café do Hotel Terminus, na Gare Saint-Lazare parisiense em que morreu uma pessoa e ficaram feridas outras vinte. Embora sua participação no Movimento Anarquista fosse breve, recebeu muita atenção devido a suas ações terroristas, motivo de grande aflição às elites e governantes de sua época.

## Biografia
Émile Henry nasceu em 26 de setembro de 1872 na cidade de Barcelona, na Espanha. Filho de Fortuné Henry e de uma proprietária de terras da região de l’Espérance. Diferentemente de seu irmão mais velho Jean-Charles, Émile nasceu na Espanha por ocasião do exílio de seu pai, que fora membro da Comuna de Paris, conseguindo escapar da França antes da repressão que se seguiu à queda, ainda assim sendo sentenciado à morte em abstenção. 

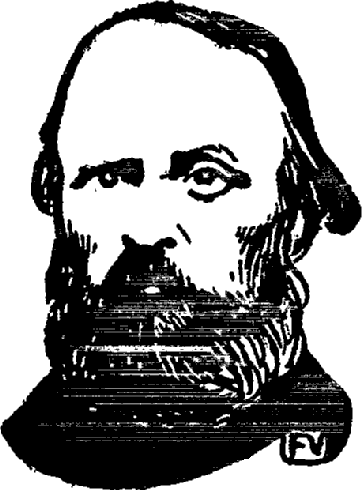
Gravura de Fortuné Henry, pai de Émile, por Felix Vallotton

Após a assinatura da anistia de 1882, Fortuné retornou com sua família para a França. Crescendo em um ambiente libertário, com o conforto permitido pelos recursos herdados por sua mãe, Émile e seu irmão tiveram acesso a todo o tipo de literatura, chegando a contribuir precocemente, e seguindo os passos do pai, para o jornal L'En-dehors (O Além), editorado em Paris por Zo d'Axa.
Seguindo as aspirações revolucionárias do pai, Émile e Jean-Charles passam a se identificar com os ideais anarquistas os quais adotaram em suas vidas. Ambos frequentaram a escola Jean-Baptist Say onde Émile era considerado por seus colegas e professores como um dos mais brilhantes estudantes, cuja capacidade e genialidade precoce — aliadas à firmeza de caráter, solidariedade e honestidade — causavam uma impressão marcante naqueles que com ele conviviam.
Por seus méritos, em certa ocasião, Émile foi presenteado com um uniforme da escola politécnica; o jovem, no entanto, recusou o presente argumentando que não queria ser um militar, uma vez que não desejava ser jogado contra pobres e desafortunados trabalhadores nos protestos de Fourmies, que haviam sido duramente reprimidos em 1891 pelas forças da ordem.
Posteriormente Émile foi reprovado, por vontade diriam alguns, nos exames orais para a escola técnica. Simultaneamente seu irmão se mostrou um notável orador no movimento anarquista.

## Motivações
De todos os anarquistas na França Henry foi o que mais se revoltou diante da execução de Auguste Vaillant, que fora guilhotinado no dia 3 de fevereiro de 1894 pela destruição de um prédio governamental num atentado onde ninguém havia se ferido gravemente. Enfurecido o jovem tomaria para si a tarefa de revidar, vingar o assassinato de seu companheiro revolucionário. Sua vingança se daria sobre os frequentadores do luxuoso Café Terminus, na época frequentado quase que exclusivamente por membros da elite francesa, considerado pelos anarquistas um símbolo da arrogância e do esbanjamento da burguesia da época. O objetivo de seu atentado era matar quantas pessoas fosse possível através da explosão de uma bomba.

## Atentados

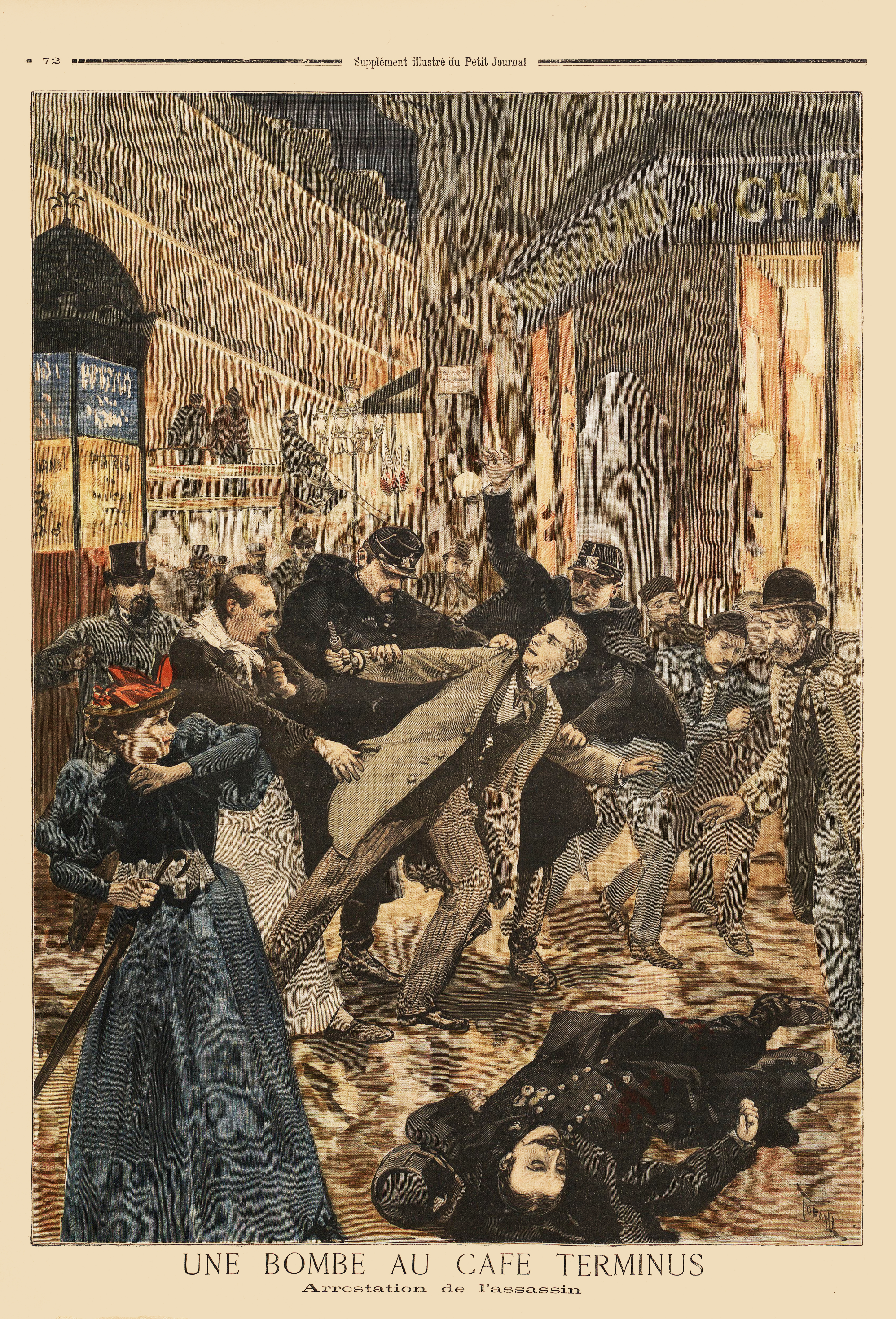
Reconstituição de capa do jornal da época em que Émile Henry é preso logo após o ataque ao Café Terminus.

Em 8 de novembro de 1892 uma bomba destinada a explodir os escritórios da Companhia de Mineração Carmaux foi deixada por um zelador do prédio na delegacia de polícia da rua des Bons Enfants. A bomba explodiu matando cinco pessoas, a sexta foi vítima de um ataque cardíaco. O suposto zelador, Émile Henry escapou sendo perseguido por um oficial de polícia e o garçom de um Café, que se juntou à perseguição pelas ruas de Paris. De repente o anarquista puxou uma arma de seu traje e atirou para cima dos dois, não acertando ninguém. Mais adiante atirou novamente, ferindo gravemente o policial antes de desaparecer em meio à multidão.

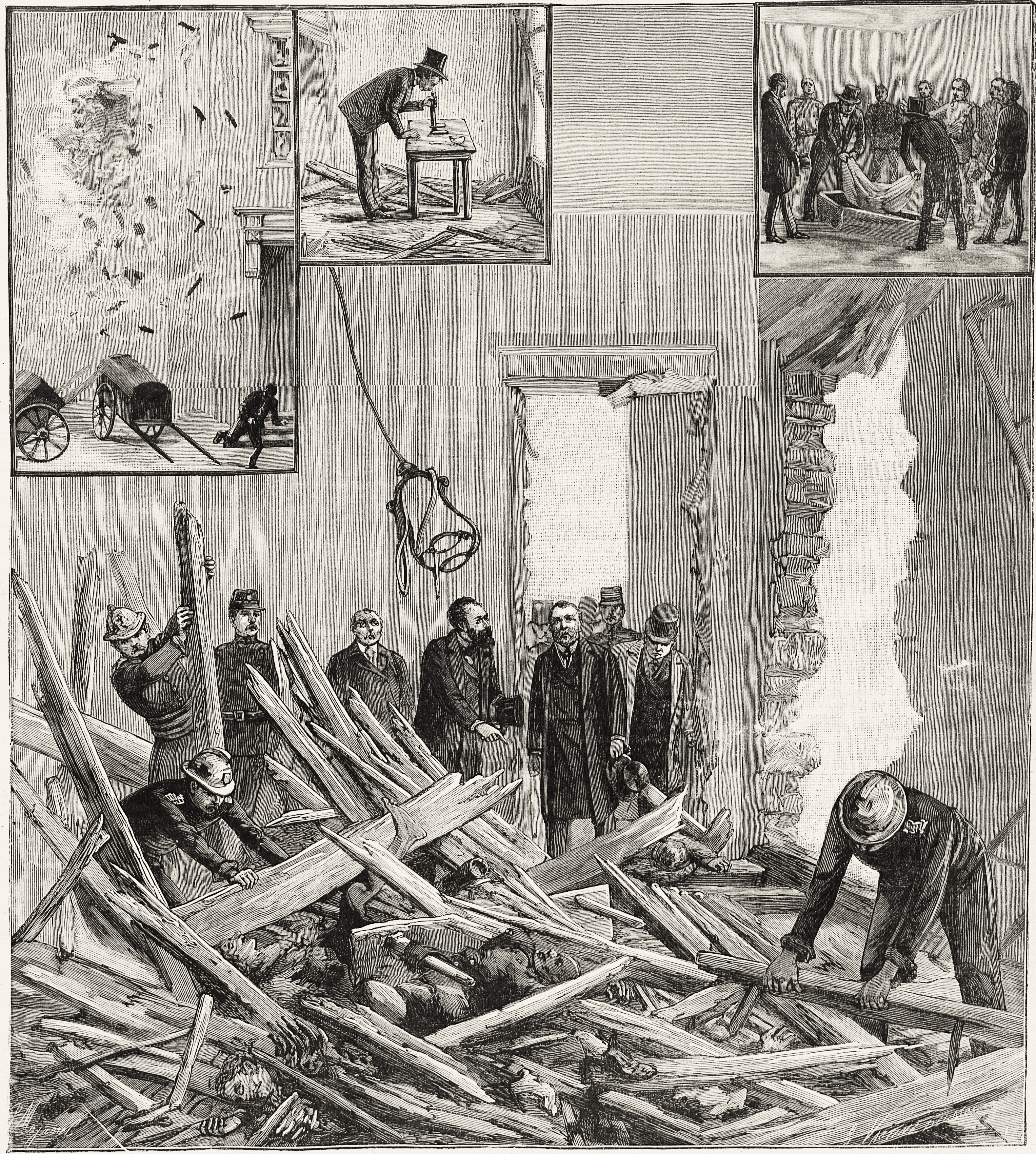
Reconstituição de capa do jornal Le Progress Ilustré do atentado de Émile Henry na rue des bons enfants.

Às 19h00 da noite de 12 de fevereiro de 1894, um rapaz loiro adentrou no luxuoso Café Terminus, parte de um hotel com o mesmo nome localizado na Gare Saint-Lazere. Sentou-se junto a um pedestal e repentinamente puxou do bolso de seu paletó um pequeno pacote com explosivos jogando-o com força para o alto. O pacote foi de encontro a um candelabro de cristal, junto ao qual explodiu, espalhando estilhaços de cristal sobre os abastados frequentadores da casa sentados nas mesas de mármore. Atordoados os clientes corriam para todos os lados buscando um meio de fuga. O saldo do atentado foram cerca de vinte feridos, sendo que um deles acabou por sucumbir.

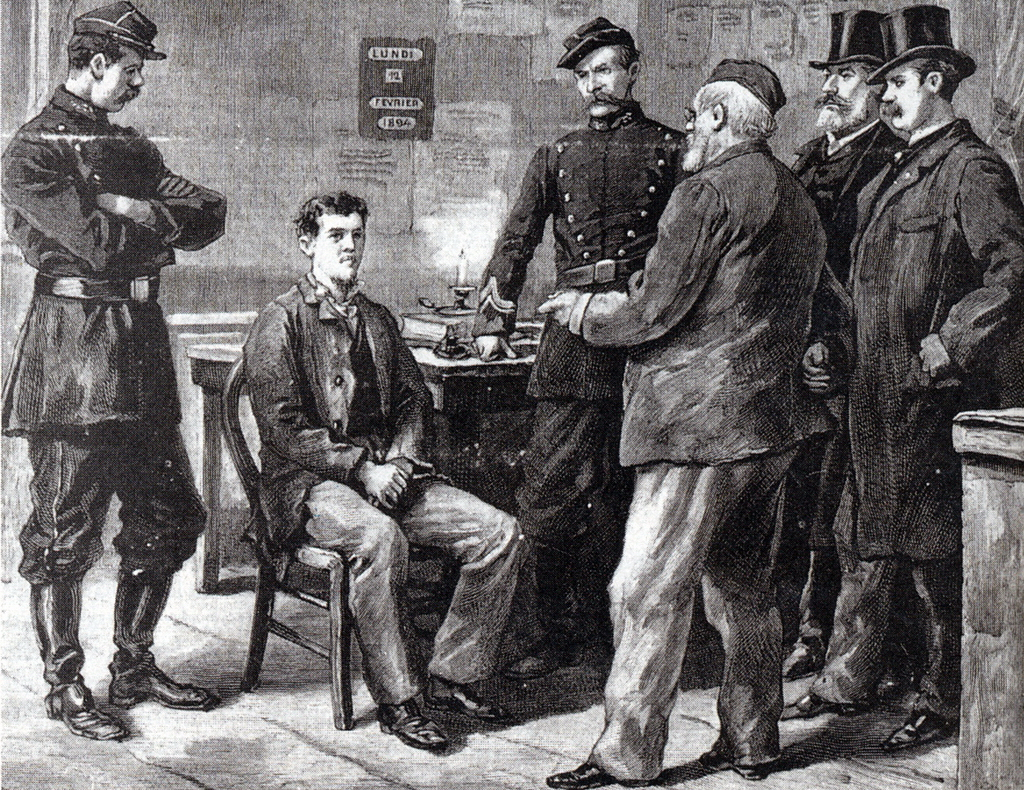
Reconstituição de jornal do interrogatório Émile Henry pela polícia.

## Julgamento

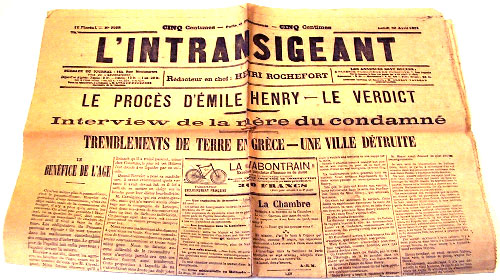
Matéria no jornal Le Intransigeant com o veredito de Émile Henry.

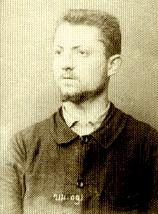
Émile Henry

Em 27 de abril de 1894 Émile Henry apareceu diante do Tribunal Penal (Cour d'assises da Seine) para ser julgado por seus atos. Durante a audiência as respostas do terrorista anarquista foram em tom de desafio e provocação, fato que espantou os presentes.
Diante do comentário do juiz que presidia a sessão, "[…] esticaste a tua mão […] todos podemos vê-la hoje está coberta de sangue.", Henry respondeu, "minha mão está tão coberta de sangue quanto essa sua roupa vermelha".
Quando perguntado pelo promotor porque ele havia ferido tantas pessoas inocentes desnecessariamente, ele respondeu, "[…] não havia nenhum inocente lá, não existe burguesia inocente".
Ao receber sua sentença, no momento em que estava sendo retirado do Tribunal Henry teria gritado:
Camaradas, Coragem! Longa Vida à Anarquia!

## Execução
Émile Henry, aos 21 anos de idade, foi guilhotinado às 4h14 da madrugada do dia 21 de maio de 1894 na cidade de Paris. Na época sua execução foi alardeada pelos jornais das principais capitais como um exemplo de eficácia técnica e justiça. A manchete veiculada no jornal estadunidense New York Times foi:
A guilhotina realmente funciona; A cabeça de Émile Henry foi decepada de seu corpo.

## Propaganda pelo Ato
Henry entraria para a história do anarquismo como a primeira pessoa de um grande grupo de revolucionários a escrever sobre a "Propaganda pelo Ato", que mais tarde inspiraria uma série de outras ações, atentados e magnicídios, na América do Norte e na Europa, tirando a vida de um número considerável de reis e presidentes.